# موجده يوكسل
موجده يوكسل (بالتركية: Müjde Yüksel)‏ مواليد 9 مارس 1981 في قاضي كوي، إسطنبول، تركيا، هي لاعبة كرة سلة تركية تلعب في الدوري التركي لكرة السلة للسيدات. يبلغ طولها 5 قدم 11 بوصة (1.8 م). فازت بلقب الدوري التركي لكرة السلة للسيدات.

## روابط خارجية
- موجده يوكسل على موقع الاتحاد الدولي لكرة السلة (الإنجليزية)
- موجده يوكسل على موقع كرة السلة الأوروبية.كوم (الإنجليزية)